# 林輝太郎
林 輝太郎（はやし てるたろう、1926年10月17日-2012年2月28日）は日本の相場師。商品先物取引で名を上げ、一般投資家教育にも尽力した。酒田罫線法を中心に相場技術に詳しく、その著書は証券会社の講習などにも使われる。

## 略歴
陸軍士官学校第61期生。法政大学経済学部および文学部卒業。
- 1948年（昭和23年）集団売買の時代に平和不動産株10株を92円50銭で買い、利益をあげたのが相場師としての始まりとなる。
- 1955年（昭和30年）東京穀物商品取引所仲介人　隆祥産業株式会社に入社
- 1962年（昭和37年）ヤマハ通商株式会社設立、東京穀物商品取引所の受渡処理委員、資格審査委員および東京穀物取引員協会の理事、監事を歴任
- 1972年（昭和47年）林輝太郎投資研究所(後に林投資研究所に改称）を設立
- 1984年（昭和59年）ＦＡＩクラブ設立
- 2012年（平成24年）2月逝去

## 概要
幾度も小豆での成功と失敗を繰り返した後、技法を中心とした取引に転換する。ヤマハ通商での事業は成功させることができなかった。その際、林は「相場の世界は実に単純なんです。値動きは激しいし、生き馬の目を抜く世界ですが、すべてが規格化されていて価格の交渉や仕入れ、販売ルートをつくる努力とか、そんなものは不要です。だが相場の世界でうまく立ち回れるからといって、いわゆる商売が上手にできるということではありません」と述べている。
林は日本の高度成長から1980年代末のバブル景気に至る過程で大きな成功を収め、さらに市場が加熱した時点では全てを手仕舞い休みを入れ、バブルが崩壊して以後は十年にわたる売りに転じるなど、市場の流れを見事に捉えた。また、生涯を通じて個人投資家教育に情熱を傾けた。

## 林投資研究所
輝太郎が設立した林輝太郎投資研究所は、子息の林知之が引き継いだが、中源線建玉法という投資資金の分割運用を軸とする手法とFAI投資法を特徴とする。FAI投資法は、通常投資対象としては避けられる低位株を月足で観測し続け、下がりきった所に仕込んで長期的な値上がりを狙うというものである。

## 著作

### 論文
「北海道の気象と小豆収量との関係」 Ｂ６判　４５ｐ

### 単行本
- 『小豆相場の基本 －勝利への知識と技術ー』　曽田経済研究所　1961年
- 『小豆の罫線』 東京市況調査会 1963年
- 『サヤ取り利殖　確実な高利回りの追究』 ヤマハ通商出版 1967年
- 『中源線建玉法』 1974年
- 『商品相場の技術―相場師の技法と練習法』 同友館 1984年
- 『株式上達セミナー―これで成功は約束された』 同友館 1986年
- 『ツナギ売買の実践』 同友館 1989年
- 『定本 酒田罫線法』 同友館 1991年
- 『商品相場必勝ノート』 同友館 1991年
- 『相場師スクーリング』 同友館 1994年
- 『株式成功実践論―勝者への道標』 同友館 1997年
- 『うねり取り入門―株のプロへの最短コース』 同友館 1998年
- 『売りのテクニック』 同友館 1999年
- 『脱アマ相場師列伝―具体的な売買法と練習上達について』 同友館 1999年
- 『財産づくりの株式投資―売買の基礎の基礎』 同友館 2000年
- 『相場金言集―世界の名手が発見した定石』 同友館 2001年
- 『脱アマ・相場必勝法―プロの「企業秘密」公開』  同友館 2001年
- 『株式売買記録と解説』 同友館 2007年
- 『勝者へのルール』 同友館 2008年
- 『「売り」と「利殖」』同友館 2009年2月　非売品
- 『相場技法抜粋－相場技術論の核心－』  林投資研究所 2010年
- 『相場の道 松辰遺稿・現代語訳注』 同友館 2012年